# Slide Away
«Slide Away» es una canción de la banda de rock británica Oasis, escrita por el guitarrista Noel Gallagher. Aparece en su álbum debut Definitely Maybe, incluida en la pista 10 en la versión original del álbum y en la pista 12 de la versión japonesa, dicha versión se estrenaría 10 días después en dicho país (8 de septiembre) con el motivo de no dejar de ser la penúltima canción, y es la más larga del álbum, dura 6:32 también como los Cara-B de los single Whatever y Champagne Supernova y en el álbum recopilatorio Stop the Clocks.
Podría decirse que es la primera canción de amor de Oasis, Noel la escribió acerca de su novia del momento - Louise Jones y de su tormentosa relación. Noel los describió como "almas gemelas", y cuando finalmente se separaron en junio de 1994 Noel dijo: "creo que nunca lo superaré". Slide Away entonces fue escrito sobre ella. Los hermanos Gallagher afirman de que la canción se debe tocar más a menudo en los conciertos, y aunque rara vez se toque, sigue siendo una de las favoritas de los fanáticos. Sin embargo, fue incluida en la lista de canciones del Dig Out Your Soul Tour. Descrita por el actual guitarrista de Oasis Gem Archer como "la de los aficionados", la canción es considerada por muchos como el epítome de Oasis como una canción descarada, que fluye que contiene algunos de las mejores letras escritas por Noel, así como de parte vocal más intensa de Liam.
Durante la grabación de Definitely Maybe, hubo una discusión entre Noel Gallagher y el guitarrista Paul "Bonehead" Arthurs. Noel fue llevado a un pub por el bajista Paul "Guigsy" McGuigan, donde se calmó, tomó un par de copas, volvió a los estudios y grabó "Slide Away". Gallagher afirma que la escribió en una guitarra Les Paul que Johnny Marr le envió, ya que había pocas guitarras a su disposición en el momento. En el DVD Definitely Maybe, también señala que tomó la guitarra de Marr fuera de la caja, se sentó, y "la canción se escribió sola".
Una edición limitada del CD promocional del Reino Unido fue presionado para celebrar el éxito de la banda en los Brit Awards 1995.
La canción está incluida en el álbum recopilatorio de Oasis Stop The Clocks en una mezcla un poco diferente. Los coros de Noel en el puente se han eliminado.
En una entrevista en el DVD extra de Stop The Clocks, Noel comenta que este tema contiene lo mejor cantado por Liam. También en la entrevista, Noel dijo que le propusieron lanzarlo como quinto sencillo de Definitely Maybe, pero Gallagher se negó porque sería ridículo tener cinco sencillos de un álbum debut y, según dijo, 5 sencillos eran mucho para Definitely Maybe.

## Lista de canciones
CD promocional Reino Unido (CCD 169)

| N.º  | Título       | Duración |  |
| 1.   | «Slide Away» | 6:32     |  |
| 6:32 |              |          |  |

## Personal
- Liam Gallagher: Voz
- Noel Gallagher: Guitarras y segunda voz
- Paul Arthurs: Guitarra rítmica
- Paul McGuigan: Bajo
- Tony McCarroll: Batería y percusión

- Datos: Q3031620